# جکی ایوینکو
ژاکلین مری "جکی" ایوِینکو ((به انگلیسی: Jacqueline Marie "Jackie" Evancho)؛ ‎/iːˈveɪŋkoʊ/‎ ee-VAYNG-koh؛ زادهٔ ۹ آوریل ۲۰۰۰) یک خواننده کراس‌اُور کلاسیک آمریکایی است. او پس از شرکت در پنجمین فصل از برنامه تلویزیونی استعدادهای درخشان آمریکا و کسب جایگاه دوم در سن ده سالگی به شهرت رسید.
افتخار خواندن سرود ملی ایالات متحده آمریکا در طول خود مراسم تحلیف دونالد ترامپ در روز جمعه ۲۰ ژانویه ۲۰۱۷ در سن ۱۶ سالگی نصیب وی شد.